# 광양시
광양시(光陽市)는 대한민국 전라남도 동남부에 있는 시이다. 서쪽으로 순천시, 남쪽으로 여수시, 북쪽으로 구례군과 인접하고, 동쪽으로는 섬진강을 경계로 경상남도 하동군과 도계를 이룬다. 시청 소재지는 중동이고, 광양읍에 광양읍, 옥룡면, 봉강면을 관할하는 시 직할 민원출장소가 설치되어 있다. 행정구역은 1읍 6면 5동이다.
인접한 여수시와 더불어 전라남도의 대표적인 공업 도시며, 철강 공업으로 성장한 도시다. 금호동에는 세계 최대 규모의 포스코 광양제철소가 있다.

## 역사
광양은 고대 마한 54국의 하나인 만로국(萬盧國)에 속했다. 가야 점령 이후에는 모루(牟婁) 또는 물혜(勿慧) 불렸으며, 백제시대에는 마로현(馬老縣)이 되었다. 남북국 시대시대에는 희양(曦陽), 고려시대부터는 광양(光陽)으로 불려왔다. 1989년에는 광양군 골약면, 태금면, 옥곡면 광영리가 동광양시로 승격하였고, 1995년 1월 1일 동광양시와 광양군이 통합되어 현재의 도농복합 광양시가 되었다.
- 1986년 1월 1일 광양군 골약면, 태금면, 옥곡면 광영리를 관할하는 전라남도 광양출장소가 설치되었다.
- 1989년 1월 1일 광양군 골약면·태금면 일원을 관할로 동광양시가 설치되었다.[3]
- 1995년 1월 1일 동광양시와 광양군을 광양시로 통합하였다.[4]

## 지리
전라남도의 동남부에 있다. 동쪽으로 섬진강을 경계로 경상남도 하동군과 도의 경계를 이룬다. 시의 남단 경상 누층군 하산동층을 제외하면 시 대부분이 선캄브리아기의 화강편마암 및 편마암으로 덮여 있다. 북부의 소백산맥 줄기인 백운산(白蕓山, 1,218ｍ) 일대는 산악이 중첩하나 동쪽 섬진강 유역과 남쪽 해안지대는 경사가 완만하다. 광양읍 남부 광양만 연안에 넓은 평야가 발달해 있다.

## 행정 구역

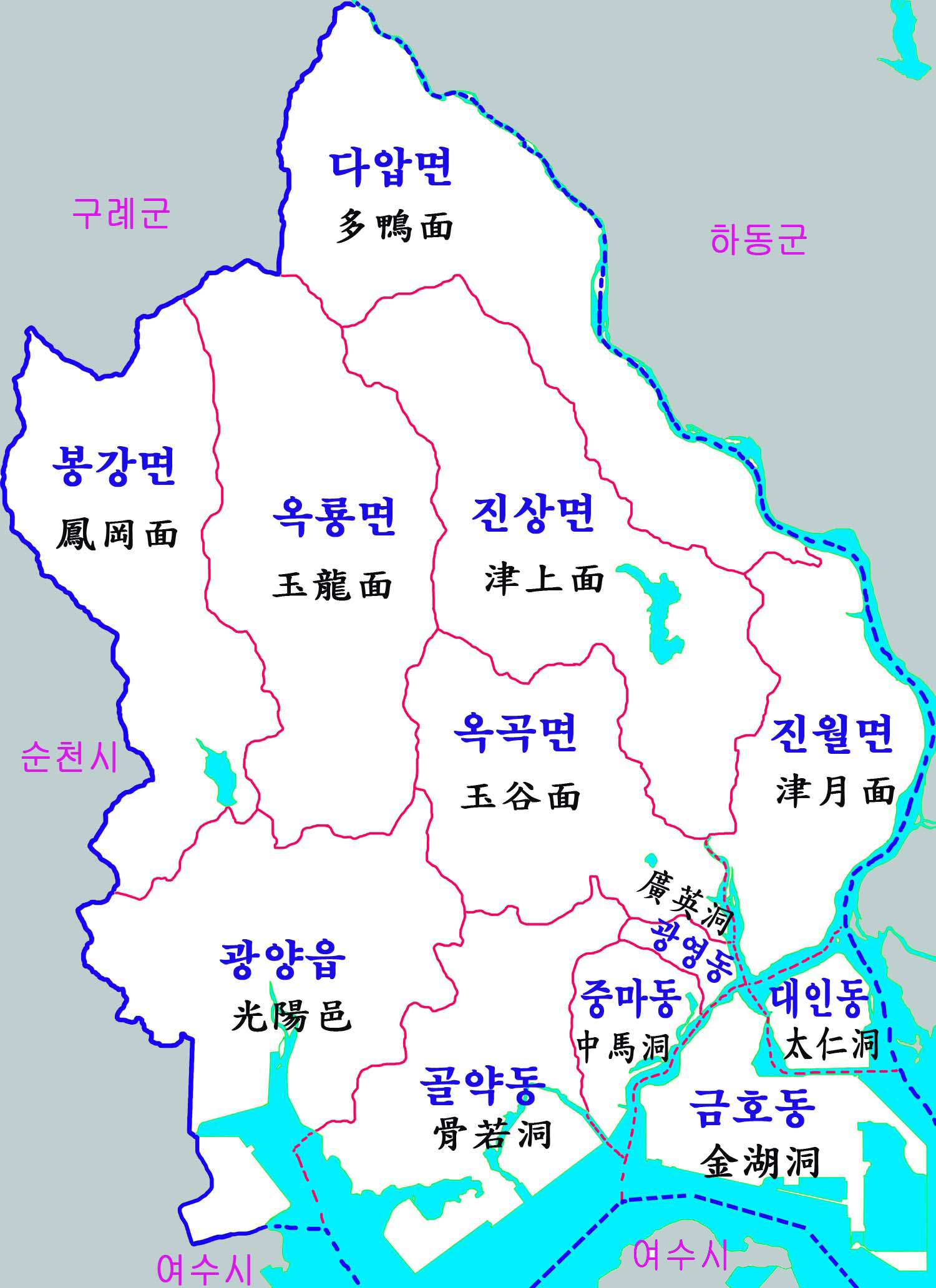
광양시 행정구역

광양시의 행정 구역은 1읍 6면 5동으로 구성되어 있다. 광양시의 면적은 458.89km2이다. 인구는 2016년 11월말 기준으로 60,530세대 154,211명이고, 이중 3분의 2에 달하는 106,567명이 광양읍과 중마동 지역에 몰려 있다.
| 읍면동 | 한자   | 세대   | 인구    | 면적   |
| ------ | ------ | ------ | ------- | ------ |
| 광양읍 | 光陽邑 | 19,823 | 50,058  | 54.464 |
| 봉강면 | 鳳岡面 | 989    | 2,158   | 55.593 |
| 옥룡면 | 玉龍面 | 1,498  | 3,073   | 66.287 |
| 옥곡면 | 玉谷面 | 1,502  | 3,215   | 40.299 |
| 진상면 | 津上面 | 1,572  | 3,149   | 65.495 |
| 진월면 | 津月面 | 1,558  | 3,234   | 37.163 |
| 다압면 | 多鴨面 | 906    | 1,833   | 63.624 |
| 골약동 | 骨若洞 | 1,026  | 2,078   | 35.62  |
| 중마동 | 中馬洞 | 20,442 | 56,509  | 9.823  |
| 광영동 | 廣英洞 | 5,154  | 12,915  | 3.254  |
| 태인동 | 太仁洞 | 1,017  | 2,231   | 6.102  |
| 금호동 | 金湖洞 | 5,043  | 13,705  | 18.342 |
| 광양시 | 光陽市 | 60,530 | 154,211 | 458.89 |

## 인구
광양시(에 해당하는 지역)의 연도별 인구 추이
| 연도   | 총인구    |  |
| ------ | --------- |  |
| 1960년 | 87,041명  |  |
| 1966년 | 97,448명  |  |
| 1970년 | 92,430명  |  |
| 1975년 | 88,561명  |  |
| 1980년 | 78,635명  |  |
| 1985년 | 90,841명  |  |
| 1990년 | 150,291명 |  |
| 1995년 | 122,052명 |  |
| 2000년 | 132,639명 |  |
| 2005년 | 135,881명 |  |
| 2010년 | 137,810명 |  |
| 2015년 | 153,587명 |  |

전반적으로 여초 지역인 전라남도 내 다른 시군과는 달리, 공업 지대라는 특성으로 인해 성비는 106이다.

## 교육 및 공공기관
- 사립전문대학

|  | - 광양보건대학교 |

- 고등학교

|  | - 광양고등학교 - 광양백운고등학교 | - 광양여자고등학교 | - 광양제철고등학교 | - 광양하이텍고등학교 | - 광영고등학교 | - 중마고등학교 | - 한국창의예술고등학교 | - 한국항만물류고등학교 |

- 중학교

|  | - 광양골약중학교 - 광양다압중학교 | - 광양백운중학교 - 희양중학교 | - 광양용강중학교 - 광양제철중학교 | - 광양중동중학교 - 광양중학교 | - 광양진월중학교 - 광양마동중학교 | - 광영중학교 - 동광양중학교 | - 옥곡중학교 - 진상중학교 |

- 초등학교

|  | - 골약초등학교 - 광양가야초등학교 - 광양마로초등학교 - 광양덕례초등학교 | - 광양동초등학교 - 광양마동초등학교 - 광양백운초등학교 - 광양북초등학교 | - 광양서초등학교 - 광양용강초등학교 - 광양제철남초등학교 - 광양제철초등학교 | - 광양중동초등학교 - 광양중마초등학교 - 광양중앙초등학교 - 광양중진초등학교 | - 광양칠성초등학교 - 광영초등학교 - 다압초등학교 - 봉강초등학교 | - 성황초등학교 - 세풍초등학교 - 옥곡초등학교 - 옥룡북초등학교 | - 옥룡초등학교 - 진상초등학교 - 진월초등학교 - 태인초등학교 |

- 도로교통공단 광양운전면허시험장

## 경제
광양시는 포스코와 철강 관련 기업들이 많다. 광양시에 있는 대표적인 큰 기업들로는 포스코, 포스코퓨처엠, 포스코엠텍, OCI, 경남스틸, 포스코모빌리티솔루션, 포스코와이드, 엔투비, 현대글로비스, 포스코디엑스, 포스코지와이알테크, 포스코엠씨머티리얼즈, 조선내화, 세운철강, 신라철강, 씨지앤율촌전력, 광양알루미늄, 성원, 대한시멘트, 국양로지텍, 한화오션에코텍, 이지, 부국산업, 삼현철강, 심팩홀딩스 리스텍비즈, 애경특수도료, 태운, 엔테크, 삼현철강 등이 있다.
통계청이 발표한 2009년 광양시의 1인당 지역내총생산(GRDP)은 48,660달러로 전국에서 가장 높은 수준이다.

## 대형마트
- 홈플러스 광양점 (항만11로 70, 2005년 9월 오픈)
  - 단, 홈플러스 광양점은 단층매장이다.

## 쇼핑몰
- LF스퀘어
- 몰오브광양

## 영화관
- CGV 광양엘에프스퀘어 (광양읍 순광로 466)
- CGV 광양 (금호로 26)

## 문화·관광
- 매화마을
- 백운산
- 섬진강
- 이순신대교
- 광양매화문화관
- 배알도 수변공원
- 구봉산 전망대
- 월드마린센터
- 기독교 선교 100주년 기념관

#### 숙박업소
- 락희호텔

### 축제 및 행사

#### 광양매화축제

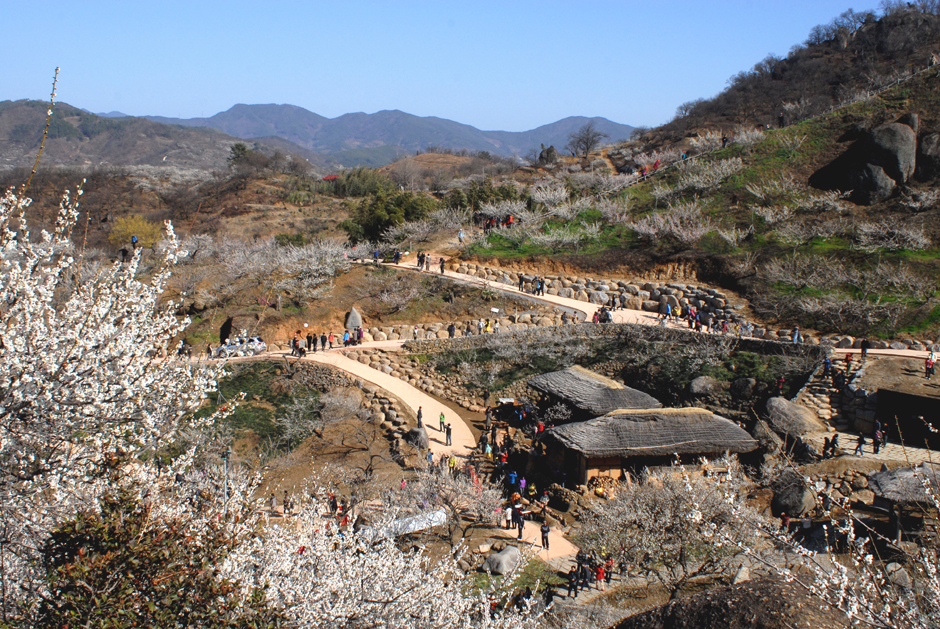
2009년 광양매화축제

매년 3월 다압면에서 섬진강변 매화마을을 중심으로 개최되는 축제다.

## 교통
- 광양시외버스터미널
- 광양역
- 광양항국제여객터미널
- 터널
- LF

## FM 라디오 주파수 방송 목록
- 88.3 - 전주KBS 제1라디오 (구례 노고단)
- 88.7 - 순천KBS 제1라디오 (순천 남산)
- 89.1 - 목포MBC 표준FM (해남 대둔산)
- 89.3 - 진주KBS 클래식FM (진주 망진산)
- 89.5 - 전남CBS 표준FM (순천 남산)
- 90.3 - 진주KBS 제1라디오 (진주 망진산)
- 90.5 - 광주KBS 제1라디오 (광주 무등산)
- 90.7 - 광주kbc 마이FM (광양 구봉화산)
- 91.1 - MBC경남 표준FM (하동 금오산)
- 92.1 - 창원KBS 클래식FM (거창 감악산)
- 92.3 - 광주KBS 클래식FM (광주 무등산)
- 93.1 - febc 광주극동방송 (광주 무등산)
- 93.7 - GGN 글로벌광주방송 (여수 구봉산)
- 94.5 - 광주KBS 클래식FM (남해 망운산)
- 95.1 - 광주MBC FM4U (구례 노고단)
- 95.7 - 순천KBS 제1라디오 (남해 망운산)
- 96.7 - 광주kbc 마이FM (여수 구봉산)
- 97.1 - 진주KBS 제1라디오 (하동 금오산)
- 97.5 - febc 전남동부극동방송 (광양 구봉화산)
- 97.7 - MBC경남 FM4U (진주 망진산)
- 98.3 - 여수MBC FM4U (여수 구봉산)
- 99.5 - cpbc 광주가톨릭평화방송 (여수 구봉산)
- 100.3 - 여수MBC 표준FM (순천 남산)
- 100.9 - 광주KBS 해피FM (여수 구봉산)
- 101.3 - 여수MBC 표준FM (남해 망운산)
- 101.5 - EBS 라디오 (진주 망진산)
- 101.7 - 전주MBC 표준FM (구례 노고단)
- 102.1 - 전남CBS 표준FM (여수 구봉산)
- 102.7 - 광주KBS 해피FM (순천 남산)
- 103.5 - TBN 광주교통방송 (광양 구봉화산)
- 104.1 - EBS 라디오 (보성 벌교)
- 104.5 - 전주KBS 클래식FM (구례 노고단)
- 104.7 - EBS 라디오 (거창 감악산)
- 105.3 - EBS 라디오 (광주 무등산)
- 105.7 - BBS 광주불교방송 (광양 구봉화산)
- 106.3 - EBS 라디오 (경남 남해 망운산)
- 107.1 - 여수MBC 표준FM (여수 구봉산)
- 107.5 - EBS 라디오 (구례 노고단)

### 자매도시
- 오스트리아 오버외스터라이히주 린츠
- 중화인민공화국 광둥성 선전시
- 칠레 발파라이소 주 발파라이소

### 우호도시
- 중화인민공화국 랴오닝성 다롄시, 랴오닝성 잉커우 시, 랴오닝성 선양시, 푸젠성 샤먼시, 푸젠성 푸저우시, 장쑤성 롄윈강 시, 지린성 옌볜 조선족 자치주 허룽 시
- 필리핀 동미사미스주 카가얀데오로
- 파나마 파나마시티
- 인도네시아 반튼주 칠레곤시
- 중화민국 타이중시

### 의향도시
- 중화인민공화국 산둥성 칭다오시
- 일본 오사카부 이즈미오쓰시
- 에콰도르 마나비주 만타시

### 국내자매결연도시
- 대한민국 경상북도 포항시, 경상남도 하동군, 서울특별시 송파구, 경기도 파주시, 전라남도 신안군, 전라북도 남원시, 충청남도 당진시

## 같이 보기
- 대한민국의 설치순 도시 목록